# Ozarba agraria
Ozarba agraria là một loài bướm đêm trong họ Noctuidae.